# Weitenung
Die früher selbständige Gemeinde Weitenung ist seit 1973 ein Stadtteil von Bühl.
Im Bundeswettbewerb Unser Dorf hat Zukunft wurde Weitenung 1975 mit Silber und 1977 mit Gold ausgezeichnet.
Der Ort nennt sich Blumendorf Weitenung.
Ortsteile sind Witstung, Elzhofen, Mühle-Neustadt und Ottenhofen.

## Geschichte
Der Ort war wie Leiberstung und Halberstung eine Insel im Sumpfgebiet zwischen der Rench und der Oos und war seit dem Jahre 60 nach Christus bewohnt. Die erstmalige Erwähnung erfolgte in einer Urkunde vom 22. Mai 884 n. Chr. von Karls des Dicken als Widendunc. Weitenung gehörte bis 1788 zum Oberamt Yberg und seit dem 18. Jahrhundert zum Bezirksamt Bühl. Am 1. Januar 1973 wurde Weitenung in die Stadt Bühl eingemeindet.

## Politik
Der Ortschaftsrat besteht aus zehn ehrenamtlich tätigen Personen.
Der ehrenamtliche Ortsvorsteher heißt Daniel Fritz.
Die Blasonierung des Wappens lautet: In Schwarz ein abnehmender gebildeter silberner Halbmond.
Seit dem 20. Oktober 1972 besteht eine Partnerschaft mit der österreichischen Gemeinde Mattsee.

## Sehenswürdigkeiten

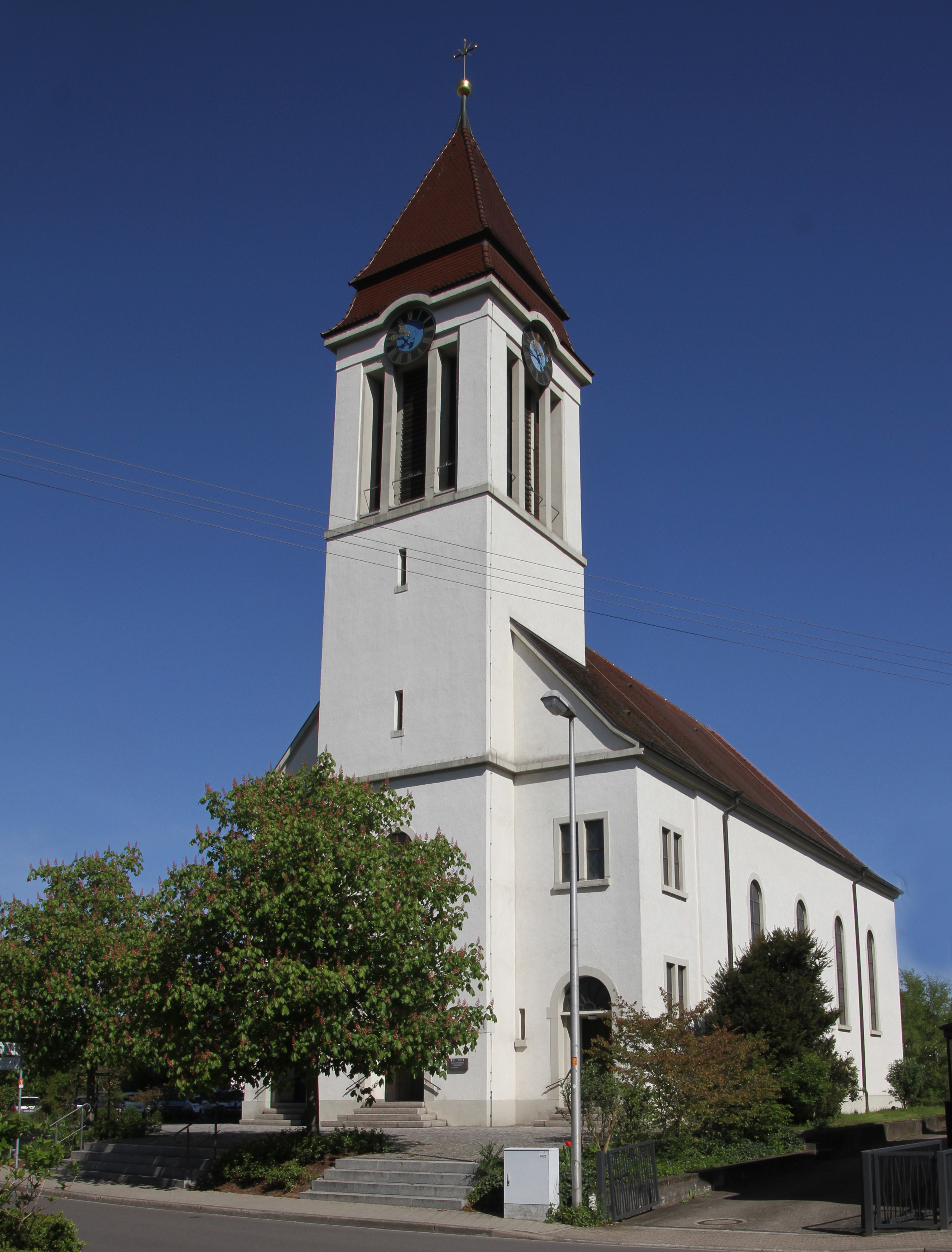
Kirche Heilig Blut

Die katholische Kirche Heilig Blut wurde 1923–1925 erbaut. Grundsteinlegung war am 14. Oktober 1923. Das Glockengeläut kam 1925 und die neue Kirchenuhr 1928 dazu.

## Vereine
In Weitenung gibt es etwa 20 Vereine in kulturellen, sportlichen und karnevalistischen Bereichen.
Karnevalistische Vereine sind unter anderem: Narrengesellschaft „Mondglunkerle Widdenung“, Brüggehexen, Widdenunger Hexen, Widdenunger Sondbachdeifel, Mondhexen und viele andere.
Kulturelle Vereine: Förderverein Heimatmuseum Weitenung, Kulturkreis Weitenung e. V., Obst- und Gartenbauverein, MGV „Frohsinn“ Weitenung mit gemischten Chor „Voices of Joy“.
Sportliche Vereine: Schachclub Weitenung, Sportverein Weitenung, Tischtennisabteilung Weitenung, Angelsportverein Weitenung und andere.

## Einrichtungen
Öffentliche Einrichtungen sind die Rheintalhalle aus dem Jahre 1972, eine Grundschule, zwei Kindergärten, ein Sportplatz und mehrere Spielplätze.
Der örtliche Heimatverein unterhält ein Heimatmuseum. Weitenung hat einen Baggersee mit einem Kieswerk, der unter anderem vom Angelsportverein Weitenung genutzt wird. Derzeit wird das ehemalige Jugendzentrum in ein Mehr-Generationen-Haus umgebaut und saniert. Es gibt Arzt und Apotheke, Bäcker und Demeter/Bioladen, außerdem zwei Gaststätten. Das bis zum April 2017 schönste Gasthaus wurde leider geschlossen und die Weitenunger-Gemeinde trauert seit dem um das geliebte „Rössel“.

## Integration
Russland-Deutsche beteiligen sich unter anderem auch in karnevalistischen Bereichen. Bis 1993 beteiligten sich auch sehr stark Kanadier in die Dorfgemeinschaft; über den Deutsch-Kanadischen Club.

## Verkehr
Naheliegende Städte sind Karlsruhe (42,5 km), Freiburg (ca. 100 km), Rastatt (20 km) und Baden-Baden mit ca. 13 km, außerdem besteht von Greffern aus eine Verbindung mit der Fähre Drusus nach Drusenheim in Frankreich. Weitenung liegt in der Nähe der Bundesstraße 3 und direkt an der Bundesautobahn 5.